# Grafologia (kryminalistyka)
Grafologia – technika śledcza polegająca na badaniu autentyczności pisma i ustalania tożsamości jego autora. Sposób pisania jest swojego rodzaju indywidualnym nawykiem, odzwierciedlającym stan psychofizyczny osoby piszącej. W badaniach grafologicznych uwzględnia się wiele parametrów pisma, zarówno formalnych (np. cechy strukturalne pisma, wiązanie liter) i językowych (słownictwo), jak i treściowych. Na ich podstawie grafolog jest w stanie określić m.in. płeć, wiek czy zawód autora, a często także i inne jego cechy (odmienność pisma u alkoholików, narkomanów, samobójców oraz osób chorych psychicznie).

## Grafologia wII Rzeczypospolitej
W Polsce oraz innych krajach w latach 20. i 30. XX wieku, kiedy w pełni rozwinęły się wspomniane nauki, ukazywało się kilka czasopism, w których publikowano wyniki najnowszych badań naukowych zawierających wiele cennych materiałów, wskazówek i zasad określających sposoby postępowania w kierunku zdemaskowania sprawcy. Osobną grupą były monografie, studia i podręczniki dla pracowników wymiaru sprawiedliwości oraz służb strzegących bezpieczeństwa wewnętrznego. Publikacje tego typu miały wskazywać właściwe metody działania w walce z przestępczością, wdrażać najnowsze osiągnięcia nauki do praktyki i codziennej pracy oraz stale edukować wspomniane służby w imię maksymy, że funkcjonariusz powinien być zawsze krok do przodu w rywalizacji z przestępcą.
Do najważniejszych prac z dziedziny grafologii w dwudziestoleciu międzywojennym należała praca Henryka Kwiecińskiego Grafologia sądowa (Warszawa 1933). W książce tej autor daje ogólny pogląd na pracę biegłego sądowego w dziedzinie badań porównawczych pisma ręcznego i maszynowego oraz w wypadkach badań sfałszowanych dokumentów. Książka przeznaczona była przede wszystkim dla użytku organów śledczych, palestry itp. Monografia wydana została bardzo starannie, zawiera szereg dobrych ilustracji z praktyki autora, wykazujących, że praca biegłego sądowego nie tylko wymaga właściwej umiejętności, ale również odpowiedniej aparatury. Zarzuty, jakie można postawić omawianej książce, to niezbyt szczęśliwie dobrany tytuł. Należy bowiem zaznaczyć, że pod miano „grafologii” nawet z przymiotnikiem „sądowej” nie można podciągnąć ekspertyz ani fałszerstw pieczęci, ani pisma maszynowego.

## Metody pracy eksperta-pismoznawcy
Ekspert zajmujący się analizą pismoznawczą studiuje tekst pod kątem wymienionych cech, a w niektórych przypadkach przeprowadza dodatkowe analizy. Na przykład bada rodzaj pasty długopisowej, tuszu czy atramentu, gdy zachodzi przypuszczenie przerobienia oryginalnego dokumentu poprzez dopisanie czegoś. Może badać również materiał (np. papier), na którym napisano badany tekst, ustalając, czy nie usunięto zeń czegoś mechanicznie lub chemicznie bądź czy papier ten jest autentyczny. np. dokument, co do którego zachodzi podejrzenie fałszerstwa.
Przy badaniach grafologicznych podejrzany musi napisać prawą i lewą ręką kilka razy (wymogi są różne) tekst, co do którego istnieje podejrzenie, że on jest jego autorem. Tego rodzaju ekspertyzy bywają także stosowane w wypadku anonimowych listów, szantaży czy więziennych grypsów.
Często badania grafologiczne są potrzebne przy samobójstwach, kiedy denat zostawił list pożegnalny – w sytuacji, gdy zachodzi podejrzenie upozorowania samobójstwa. Wówczas list porównywany jest z innymi zachowanymi zapiskami.
Istnieje możliwość zdobycia wiedzy i umiejętności w zakresie ekspertyzy pismoznawczej w toku studiów (specjalizacja lub nawet samodzielne kierunki) lub w firmach prowadzących tego rodzaju specjalistyczne szkolenia.